# Ante Starčević
Ante Starčević, né le 23 mai 1823 et mort le 28 février 1896 à Zagreb, est une personnalité politique et un écrivain croate.

## Biographie
Né d'un père Croate catholique et d'une mère serbe orthodoxe à Zitnik près de Gospic. En 1861, il est élu au Sabor accordé par l'Autriche-Hongrie, pour la circonscription de Rijeka. Il défend des positions nationalistes visant à l'indépendance de la Croatie, qui lui valent d'être emprisonné en 1863. Son grand rival est Joesph Strossmayer, évêque de Bosnie, partisan d'une autonomie renforcée des Slaves au sein de l'Empire austro-hongrois.

## Positions idéologiques
Ante Starčević est d'abord un partisan du mouvement illyrien, avant d'adopter des vues idéologiques françaises, telles que le nationalisme et le libéralisme. Il développe ensuite ses propres idées, autour du nationalisme croate, du libéralisme en ce qui concerne la liberté des peuples et des nations, du pluralisme religieux et du monarchisme parlementaire.
Il épouse l'idée d'une « Grande Croatie » qui engloberait les actuelles Croatie, Bosnie-Herzégovine et Slovénie et considérait tous les Slaves du Sud qui habitaient ces régions comme des Croates, quelle que soit leur religion.